# Flamudi
Flamudi (gr. Φλαμούδι, tur. Mersinlik) – wieś na Cyprze, w dystrykcie Famagusta, na wschód od Kirenii. Położona jest na terenie republiki Cypru Północnego.